# Regne de Borgonya
El Regne de Borgonya o Regne Burgundi fou l'estat format pel poble germànic dels burgundis (després borgonyons) a la conca del Roine que va tenir uns límits variables però sempre a l'est i sud-est de la moderna França, ocupant també Suïssa. El nom de Provença que de vegades se li dona, deriva de la provincia romana (Narbonense i Viennense) però no està ben donat al regne, ja que a la seva fundació, la Provença marítima no en feia part. Per això el nom correcte del regne és Regne Burgundi (o Regne dels Burgundis) o de vegades Primer Regne de Borgonya per distingir-lo del segon regne (el Regne Franc de Borgonya o Regne Merovingi de Borgonya) i dels posteriors (Regne de Borgonya Transjurana i Regne de Provença)

El Regne de Borgonya (en roig) vers el 481, en el repartiment territorial de la Gàl·lia després de la caiguda de l'Imperi Romà (476).

Regne dels burgundis als segles IV i V

La provintia romana fou repartida en tres dominis: una part als visigots, els burgundis el nord fins a Durença i els ostrogots més enllà del riu Isèra. Després de la desfeta i mort del cabdill burgundi Gundicari (411-436) a Worms a mans d'Àtila, el seu successor, Gundioc (435-463), va dirigir al poble que sota la forma de foedus va obtenir d'Aeci la Sapàudia (Savoia), amb capital a Geneva (Ginebra). A poc a poc s'aniria estenent pels cursos del Saona i del Roine, amb domini efectiu del Delfinat i del nord de la Provença, dominant Occitània oriental. El seu germà, Khilperic I de Burgúndia (463-476/480), es va haver d'enfrontar als visigots per conservar el reialme.
Gundebald de Burgúndia, que va compilar les lex burgundiae, va matar al seu germà Khilperic II de Burgúndia, ofegar la seva cunyada i forçar la seva neboda, Chroma, a entrar en un convent, mentre que l'altra filla Clotilde de Borgonya, va fugir a la cort del tercer germà, Godegisil, que trobant-se en una posició precària va decidir aliar-se amb Clodoveu casant la seva neboda exiliada amb el rei franc. Clotilde era cristiana de Nicea malgrat l'arianisme que l'envoltava a la cort del Regne de Borgonya. Induït per la seva dona, que volia venjar el seu pare Khilperic II de Burgúndia, va decidir-se a atacar el Regne de Burgúndia en 500. Clodoveu va rebre una sol·licitud de Godegisil, que tenia la seva capital a Ginebra i germà de Gundebald, que tenia la seva capital a Lió i que li va prometre un tribut anual i cessions territorials si el rei franc l'ajudava a derrotar el seu germà per apoderar-se de tot el regne de Borgonya. Els exèrcits de Gundebald, Godegisil i Clodoveu, es trobaren prop de Dijon, on Godegisil revelà la seva traïció i uní les seves tropes a les de Clodoveu. Gundebald abandonà Dijon i fugí al sud, perseguit per Clodoveu i Godegisil i finalment el va esperar a Avinyó, on va ser encalçat i va signar la pau a canvi de fer-se tributari i cedir Viena del Delfinat al seu germà. El rei visigot Alaric II va acudir en ajuda de Gundebald, que va deixar de pagar el tribut anual a Clodoveu, i va persuadir Clodoveu d'abandonar Godegisil. Clodoveu i Gundebald es reconciliaren i signaren un pacte d'aliança per lluitar contra els visigots, i Godegisil fou finalment derrotat i executat per Gundebald quan aquest va assetjar Viena en 502. A canvi del seu suport, Gundobad va enviar els captius francs a Alaric i va cedir-li Avinyó, i va reunir-se amb Clodoveu a prop d'Amboise, on Alaric va acceptar alliberar els captius i Clodoveu a retornar tot el territori visigot que encara tenia. Per demostrar l'equilibri de les seves aliances, l'any 502, el seu fill Teodoric es va casar en segones núpcies amb Suavegota, filla de Segimon de Borgonya (del qual va tenir una filla, Teodechilda.
Segimon (516-523) es va convertir al catolicisme el 500, els burgundis havien estat principalment arrians des de la seva conversió per Úlfila, i més tard fou canonitzat. S'alià amb els francs i va arrabassar l'Alvèrnia als visigots. El seu successor Godomar III (523-532) vencé els francs a la batalla de Vézeronce, en la que Clodomir va morir en combat. Khildebert i Clotari, encara que privats del suport del seu germà Teodoric, casat amb la filla de Sigimon, amb la filla del qual s'havia casat, van decidir marxar junts contra el regne de Borgonya i després d'un any de setge els dos germans van acabar per conquerir Autun el 532. Després de la mort de Teodoric el 533, al que va succeir el seu fill Teodobert I i amb la mort d'Atalaric l'any 534 i la crisi de successió al regne ostrogot, aliat borgonyó. Clotari, Teodobert i Khildebert van aprofitar per envair el regne borgonyó, ara desproveït de protecció ostrogoda. El regne borgonyó va ser superat i dividit entre els tres governants francs.
El tractat de Verdun del 843 va significar la dissolució del gran imperi de Carlemany. La mutilació que el tractat va sotmetre a Borgonya, va donar a llum, a l'oest del Saône, a la Borgonya franca i a l'est d'aquest mateix riu, a una Borgonya imperial, part de l'emperador Lotari. Les dècades següents van estar marcades per incursions vikingues al nord de França i sarraïns al sud, afavorint l'autonomia de les províncies que es van establir com a comtats feudals.
Lotari II de Lotaríngia va abdicar en 855, repartint el regne entre els seus tres fills en l'acord de Prüm pel què Lotari II va rebre Lotaríngia, Lluís II el Jove, va rebre Itàlia i el títol imperial; i Carles va rebre el Regne de la Baixa Borgonya o regne de Provença al sud, tocant les costes del Mediterrani, i la Borgonya Transjurana que va integrar ràpidament altres dominis, incloses les terres de la diòcesi de Besançon